# Martin Hårdstedt
Martin Hårdstedt, född 1968, är en militärhistoriker. Han är professor vid institutionen för idé- och samhällsstudier vid Umeå universitet med inriktning på militär- och nordisk politisk historia. Han skrev 2002 sin doktorsavhandling Om krigets förutsättningar som behandlar Finska kriget 1808-1809 vid samma universitet. Boken Finska kriget 1808-1809 kom ut 2006 och blev mycket uppmärksammad samt belönad med flera priser, bland annat Cliopriset 2007. Hårdstedt har också givit ut boken Omvälvningarnas tid (2010) samt Svenska sjöslag (2009) tillsammans med Lars Ericson Wolke.
Hårdstedt bor i Finland på heltid och driver tillsammans med Peter Bennesved Miltärhistoriepodden.